# Dawid Bączkowicz
Dawid Alfred Bączkowicz (ur. 22 listopada 1979 r. w Opolu) – polski fizjoterapeuta; nauczyciel akademicki związany z Politechniką Opolską.

## Życiorys
Urodził się w 1979 roku w Opolu. Po ukończeniu szkoły podstawowej kontynuował dalszą edukację w II Publicznym Liceum Ogólnokształcące z Oddziałami Dwujęzycznymi w Opolu, gdzie w 1998 roku zdał egzamin dojrzałości. Ponadto uczęszczał do opolskiej Państwowej Szkoły Muzycznej I i II stopnia im. Fryderyka Chopina. Bezpośrednio po maturze podjął studia na kierunku wychowanie fizyczne o specjalności fizjoterapia na Politechnice Opolskiej, zakończone w 2003 roku zdobyciem tytułu zawodowego magistra. W 2007 roku na Akademii Wychowania Fizycznego we Wrocławiu uzyskał stopień naukowy doktora nauk o kulturze fizycznej w dziedzinie wychowania fizycznego o specjalności fizjoterapia, na podstawie pracy pt. Wpływ wysiłku fizycznego na proces utrzymywania równowagi w pozycji stojącej u chorych na przewlekłą obturacyjną chorobę płuc, której promotorem był prof. Marian Golema. W 2020 roku na wrocławskiej Akademii Wychowania Fizycznego uzyskał stopień naukowy doktora habilitowanego na podstawie rozprawy nt. Ocena zmian jakości ruchu w stawach maziowych człowieka związanych z przebiegiem wybranych jednostek chorobowych, różnych warunków pracy oraz zastosowanego leczenia.
Bezpośrednio po ukończeniu studiów w 2003 roku podjął pracę na Politechnice Opolskiej na stanowisku asystenta na Wydziale Wychowania Fizycznego i Fizjoterapii Politechniki Opolskiej. W 2007 roku awansował na stanowisko adiunkta. Poza działalnością naukowo-dydaktyczną pełnił szereg ważnych funkcji organizacyjnych na opolskiej politechnice. W latach 2011–2016 pełnił funkcję zastępcy dyrektora Instytutu Fizjoterapii, a w kadencji 2016-2020 prodziekana ds. dydaktycznych. Od 2004 roku jest opiekunem Koła Naukowego "Biotop". W 2020 roku objął urząd dziekana Wydziału Wychowania Fizycznego i Fizjoterapii Politechniki Opolskiej.
Był współautorem metody i kierownikiem projektu "Zbadaj swoje stawy", którego celem było udoskonalenie innowacyjnej metody wibroakustycznej diagnostyki zmian zwyrodnieniowych stawów. Poza działalnością uczelnianą działa społecznie i charytatywnie na rzecz osób starszych, poszkodowanych w wypadkach oraz niepełnosprawnych. Jest członkiem organizacji takich jak: Stowarzyszenie Wsparcia Osób w Podeszłym Wieku "Babie Lato" w Ochodzu (wiceprezes), Stowarzyszenia "Wigilia dla Samotnych i Bezdomnych" w Opolu (wiceprezes). Ponadto był członkiem Wojewódzkiej Społecznej Rady ds. Osób Niepełnosprawnych, Zespołu Konsultacyjnego ds. organizacji pozarządowych przy Prezydencie Miasta Opola, ekspertem Oddziału Opolskiego Państwowego Funduszu Rehabilitacji Osób Niepełnosprawnych. Działa w Polskim Towarzystwa Fizjoterapii.